# Заря (Шацкий район)
Заря — посёлок в Шацком районе Рязанской области России. Входит в состав Агишевского сельского поселения.

## География
Посёлок находится в юго-восточной части Рязанской области, в лесостепной зоне, в пределах Окско-Донской равнины, на левом берегу реки Алёшни, на расстоянии примерно 19 километров (по прямой) к северо-западу от города Шацка, административного центра района.

### Климат
Климат характеризуется как умеренно континентальный, с тёплым летом и умеренно холодной зимой. Среднегодовая температура воздуха — 3,8 °C. Средняя температура воздуха самого холодного месяца (января) — −11,4 °C (абсолютный минимум — −40 °C); самого тёплого месяца (июля) — 19 °C (абсолютный максимум — 39 °C). Безморозный период длится 135—155 дней. Среднегодовое количество осадков — 558 мм, из которых 365 мм выпадает в период с апреля по октябрь. Снежный покров держится в течение 120—147 дней.

### Часовой пояс
Посёлок Заря, как и вся Рязанская область, находится в часовой зоне МСК (московское время). Смещение применяемого времени относительно UTC составляет +3:00.

## Население
| 2010 | 2012 |
| ---- | ---- |
| 0    | →0   |